# Liste der Baudenkmäler im Wuppertaler Wohnquartier Hilgershöhe
Die Liste der Baudenkmäler im Wuppertaler Wohnquartier Hilgershöhe enthält die denkmalgeschützten Bauwerke auf dem Gebiet von Wuppertal-Hilgershöhe in Nordrhein-Westfalen (Stand: November 2011). Diese Baudenkmäler sind in der Denkmalliste der Stadt Wuppertal eingetragen; Grundlage für die Aufnahme ist das Denkmalschutzgesetz Nordrhein-Westfalen (DSchG NRW).

## Auszug aus der Denkmalliste

### Baudenkmäler in Bearbeitung
| Bild           | Bezeichnung | Lage                          | Beschreibung | Bauzeit | Eingetragen seit | Denkmal- nummer |
| -------------- | ----------- | ----------------------------- | --- | ------- | ---------------- | --------------- |
| weitere Bilder | Tunnel      | Hilgershöhe Dahler Berg Karte | Wichlinghauser Tunnel, Bestandteil der Rheinischen Bahnstrecke (hier als Verbindungsstrecke zur Bergisch-Märkischen Bahnstrecke), klassifiziert als Denkmal (ohne Denkmalnummer) | 1890    |                  | 0               |